# Love song (Trobi)
Love song is een lied van de Nederlandse producer Trobi in samenwerking met de Nederlandse rappers Ronnie Flex en Bilal Wahib. Het werd in 2022 als single uitgebracht.

## Achtergrond
Love song is geschreven door Bryan du Chatenier, Ronell Langston Plasschaert, Bilal El Mehdi Wahib, Renske te Buck, Rangel Silaev en Giovanni Latooy en geproduceerd door Trobi. Het is een nummer uit het genre nederhop. Het nummer kan worden gezien als het tegenovergestelde van een liefdesliedje; in het nummer vertellen de liedvertellers over hoe blij ze zijn dat ze niet meer in een relatie zitten. In het lied worden ook sneren uitgedeeld naar de ander uit de beëindigde relatie, zoals dat die ander heeft gelogen en dat de moeder van de liedverteller van te voren al had gewaarschuwd dat de ander niet de juiste voor de liedverteller was. Dat youtuber Giovanni Latooy meeschreef aan het nummer is opvallend, aangezien hij kort voor het uitbrengen van het lied zelf zijn langdurige relatie had beëindigd.
Het lied werd bij uitbrengen veel op streamingsdienst Spotify beluisterd en belandde in Top Songs Global Debut Charts, een lijst die bijhoudt wat de populairste nieuw uitgebrachte nummers op het platform zijn wereldwijd. Het nummer werd bij radiozender NPO FunX uitgeroepen tot de DiXte track van de week. De single heeft in Nederland de gouden status.
Het is de eerste keer dat alle drie de artiesten tegelijkertijd op een nummer te horen zijn. Wel werd er onderling al met elkaar samengewerkt. Zo stonden Ronnie Flex en Trobi eerder al op Meisje zonder naam, Wishlist en Okee shordy. De samenwerking werd herhaald op Wacht op mij. Ronnie Flex en Bilal Wahib hadden eerder de hits Doorheen, 501 en Als je bij me blijft met elkaar.

## Hitnoteringen
De artiesten hadden succes met het lied in de hitlijsten van Nederland. Het piekte op de derde plaats van de Nederlandse Single Top 100 en stond elf weken in deze hitlijst. In de Nederlandse Top 40 kwam het tot de 28e positie. Het was drie weken in de Top 40 te vinden.